# Dům Dobrý pastýř
Dům Dobrý pastýř, původního názvu Guter Hirt, se nachází Městské památkové zóně lázeňské části Karlových Varů na Staré louce 342/32. Byl postaven současně se sousedním domem Madrid v letech 1870–1871.

## Historie

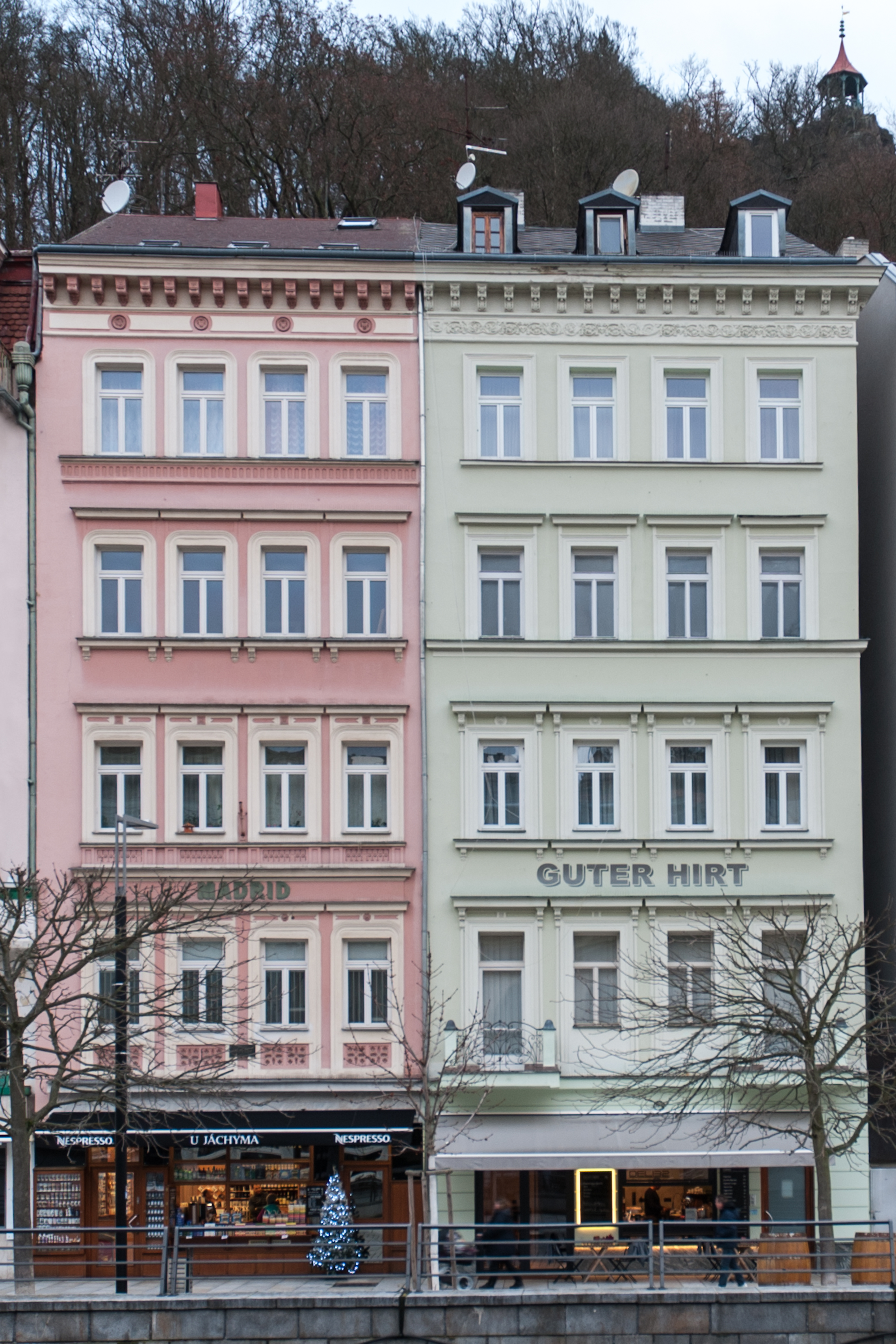
Domy (zprava) Dobrý pastýř a Madrid

V letech 1870–1871 došlo k přestavbě domu Dobrý pastýř a současně i sousedního domu Modrid. Oba objekty získaly vzhled v duchu raného historismu. Vlastníkem domu Dobrý pastýř byl tehdy Josef Pitroff, výrobce jehel.

## Ze současnosti
V roce 2014 byl dům Madrid uveden v Programu regenerace Městské památkové zóny Karlovy Vary 2014–2024 v části II. (tabulková část 1–5 Přehledy) v Seznamu památkově hodnotných objektů na území MPZ Karlovy Vary a jejich aktuální stav s vyjádřením vyhovující.
V současnosti (červen 2023) je budova evidována jako bytový dům ve vlastnictví SVJ.

## Popis
Dům se nachází v prestižní části lázeňského území Karlových Varů na Staré louce 341/34. Jedná se o pětipodlažní objekt s obytným podkrovím, se čtyřosým uličním průčelím. Přízemí je využito ke komerčním účelům.